# Gukga jiwon jibangdo
Đường cao tốc địa phuơng Hàn Quốc (tiếng Hàn: 국가지원지방도; Hanja: 國家支援地方道), hay Gukjido (tiếng Hàn: 국지도; Hanja: 國支道), là hệ thống đường địa phương (hay tỉnh lộ) ở Hàn Quốc.

## Danh sách các tuyến đường địa phuơng do Nhà nước tài trợ
- si: Thành phố
- gun: Huyện
- gu: Quận
- eup: Thị trấn
- myeon: Thị trấn
- IC: Nút giao

| Ký hiệu | Số tuyến                  | Tên tuyến                    | Tên tiếng Hàn     | Nguồn gốc                                  | Trạm cuối                                                | Ngày chỉ định        | Độ dài   | Ghi chú                           |
| ------- | ------------------------- | ---------------------------- | ----------------- | ------------------------------------------ | -------------------------------------------------------- | -------------------- | -------- | --------------------------------- |
| 13      | Tuyến đường địa phuơng 13 | Tuyến Sinji~Wando            | 신지 ~ 완도선     | Sinji-myeon, Wando, Jeonnam                | Wando-eup, Wando, Jeonnam                                | 19 tháng 7 năm 1996  | 8.4 km   |                                   |
| 15      | Tuyến đường địa phuơng 15 | Tuyến Oenarodo~Yeonggwang    | 외나로도 ~ 영광선 | Bongrae-myeon, Goheung, Jeonnam            | Hongnong-eup, Yeonggwang, Jeonnam                        | 19 tháng 7 năm 1996  | 261.6 km |                                   |
| 20      | Tuyến đường địa phuơng 20 | Tuyến Pohang~Yeongdeok       | 포항 ~ 영덕선     | Nam-gu, Pohang, Gyeongbuk                  | Chuksan-myeon, Yeongdeok, Gyeongbuk                      | 25 tháng 8 năm 2001  | 67.6 km  |                                   |
| 22      | Tuyến đường địa phuơng 22 | Tuyến Yeosu~Suncheon         | 여수 ~ 순천선     | Hwayang-myeon, Yeosu, Jeonnam              | Suncheon, Jeonnam                                        | 19 tháng 7 năm 1996  | 43.4 km  |                                   |
| 23      | Tuyến đường địa phuơng 23 | Tuyến Cheonan~Seoul          | 천안 ~ 서울선     | Dongnam-gu, Cheonan, Chungnam (Cheonan IC) | Mapo-gu, Seoul (Cầu Gayang)                              | 19 tháng 7 năm 1996  | 105.0 km | Rút ngắn vào 17 tháng 11 năm 2008 |
| 28      | Tuyến đường địa phuơng 28 | Tuyến Yeongju~Donghae        | 영주 ~ 동해선     | Bonghyeon-myeon, Yeongju, Gyeongbuk        | Donghae, Gangwon                                         | 17 tháng 11 năm 2008 | 135.4 km | Kéo dài vào 26 tháng 1 năm 2012   |
| 30      | Tuyến đường địa phuơng 30 | Tuyến Sacheon~Daegu          | 사천 ~ 대구선     | Sacheon-eup, Sacheon, Gyeongnam            | Seo-gu, Daegu                                            | 19 tháng 7 năm 1996  | 142.4 km |                                   |
| 32      | Tuyến đường địa phuơng 32 | Tuyến Daejeon~Mungyeong      | 대전 ~ 문경선     | Yuseong-gu Daejeon                         | Mungyeong Gyeongbuk                                      | 19 tháng 7 năm 1996  | 116.8 km |                                   |
| 37      | Tuyến đường địa phuơng 37 | Tuyến Namwon~Geochang        | 남원 ~ 거창선     | Inwol-myeon, Namwon, Jeonbuk               | Mari-myeon, Geochang, Gyeongnam                          | 25 tháng 8 năm 2001  | 75.4 km  |                                   |
| 39      | Tuyến đường địa phuơng 39 | Tuyến Yangju~Dongducheon     | 양주 ~ 동두천선   | Jangheung-myeon, Yangju, Gyeonggi          | Dongducheon, Gyeonggi                                    | 19 tháng 7 năm 1996  | 29.6 km  |                                   |
| 49      | Tuyến đường địa phuơng 49 | Tuyến Haenam~Wonju           | 해남 ~ 원주선     | Hwawon-myeon, Haenam, Jeonnam              | Wonju, Gangwon                                           | 19 tháng 7 năm 1996  | 464.3 km |                                   |
| 55      | Tuyến đường địa phuơng 55 | Tuyến Haenam~Geumsan         | 해남 ~ 금산선     | Bukpyeong-myeon, Haenam, Jeonnam           | Geumsan-eup, Geumsan, Chungnam                           | 25 tháng 8 năm 2001  | 269.0 km |                                   |
| 56      | Tuyến đường địa phuơng 56 | Tuyến Gimpo~Inje             | 김포 ~ 인제선     | Wolgot-myeon, Gimpo, Gyeonggi              | Buk-myeon, Inje, Gangwon                                 | 19 tháng 7 năm 1996  | 230.6 km |                                   |
| 57      | Tuyến đường địa phuơng 57 | Tuyến Daejeon~Anyang         | 대전 ~ 안양선     | Seo-gu, Daejeon                            | Dongan-gu, Anyang, Gyeonggi                              | 19 tháng 7 năm 1996  | 147.4 km |                                   |
| 58      | Tuyến đường địa phuơng 58 | Tuyến Naju~Busan             | 나주 ~ 부산선     | Geumcheon-myeon, Naju, Jeonnam             | Gangseo-gu, Busan                                        | 19 tháng 7 năm 1996  | 251.1 km |                                   |
| 60      | Tuyến đường địa phuơng 60 | Tuyến Muan~Busan             | 무안 ~ 부산선     | Hyeongyeong-myeon, Muan, Jeonnam           | Jangan-eup, Gijang, Busan                                | 19 tháng 7 năm 1996  | 316.5 km |                                   |
| 67      | Tuyến đường địa phuơng 67 | Tuyến Tongyeong~Chilgok      | 통영 ~ 칠곡선     | Tongyeong, Gyeongnam                       | Waegwan-eup, Chilgok, Gyeongbuk                          | 19 tháng 7 năm 1996  | 214.0 km |                                   |
| 68      | Tuyến đường địa phuơng 68 | Tuyến Seocheon~Gyeongju      | 서천 ~ 경주선     | Janghang-eup, Seocheon, Chungnam           | Gyeongju, Gyeongbuk                                      | 19 tháng 7 năm 1996  | 386.7 km |                                   |
| 69      | Tuyến đường địa phuơng 69 | Tuyến Busan~Uljin            | 부산 ~ 울진선     | Gangseo-gu, Busan                          | Maehwa-myeon, Uljin, Gyeongbuk                           | 19 tháng 7 năm 1996  | 250.7 km |                                   |
| 70      | Tuyến đường địa phuơng 70 | Tuyến Cheongyang~Chuncheon   | 청양 ~ 춘천선     | Daechi-myeon, Cheongyang, Chungnam         | Seo-myeon, Chuncheon, Gangwon                            | 19 tháng 7 năm 1996  | 332.0 km |                                   |
| 78      | Tuyến đường địa phuơng 78 | Tuyến Gimpo~Pocheon          | 김포 ~ 포천선     | Wolgot-myeon, Gimpo, Gyeonggi              | Idong-myeon, Pocheon, Gyeonggi                           | 25 tháng 8 năm 2001  | 164.2 km |                                   |
| 79      | Tuyến đường địa phuơng 79 | Tuyến Changnyeong~Andong     | 창녕 ~ 안동선     | Yueo-myeon, Changnyeong, Gyeongnam         | Iljik-myeon, Andong, Gyeongbuk                           | 25 tháng 8 năm 2001  | 183.8 km |                                   |
| 82      | Tuyến đường địa phuơng 82 | Tuyến Pyeongtaek~Pyeongchang | 평택 ~ 평창선     | Poseung-eup, Pyeongtaek, Gyeonggi          | Pyeongchang-eup, Pyeongchang, Gangwon                    | 19 tháng 7 năm 1996  | 250.3 km |                                   |
| 84      | Tuyến đường địa phuơng 84 | Tuyến Ganghwa~Wonju          | 강화 ~ 원주선     | Ganghwa-eup, Ganghwa, Incheon              | Buron-myeon, Wonju, Gangwon                              | 19 tháng 7 năm 1996  | 143.8 km |                                   |
| 86      | Tuyến đường địa phuơng 86 | Tuyến Namyangju~Chuncheon    | 남양주 ~ 춘천선   | Jinjeop-eup, Namyangju, Gyeonggi           | Dongsan-myeon, Chuncheon, Gangwon                        | 19 tháng 7 năm 1996  | 71.3 km  | Rút gọn vào 25 tháng 8 năm 2001   |
| 88      | Tuyến đường địa phuơng 88 | Tuyến Hanam~Yeongyang        | 하남 ~ 영양선     | Hanam, Gyeonggi                            | Ilwol-myeon, Yeongyang, Gyeongbuk                        | 19 tháng 7 năm 1996  | 269.5 km |                                   |
| 90      | Tuyến đường địa phuơng 90 | Tuyến vòng Ulleungdo         | 울릉도 순환선     | Ulleung-eup, Ulleung, Gyeongbuk            | Ulleung-eup, Ulleung, Gyeongbuk                          | 17 tháng 11 năm 2008 | 44.2 km  |                                   |
| 96      | Tuyến đường địa phuơng 96 | Tuyến Taean~Cheongwon        | 태안 ~ 청원선     | Nam-myeon, Taean, Chungnam                 | Ochang-eup, Cheongwon-gu, Cheongju, Chungbuk (Ochang IC) | 25 tháng 8 năm 2001  | 176.1 km |                                   |
| 97      | Tuyến đường địa phuơng 97 | Tuyến Seogwipo~Jeju          | 서귀포 ~ 제주선   | Pyoseon-myeon, Seogwipo, Jeju              | Jeju, Jeju                                               | 19 tháng 7 năm 1996  | 35.3 km  |                                   |
| 98      | Tuyến đường địa phuơng 98 | Tuyến vòng Sudogwon          | 수도권 순환선     | Paldal-gu, Suwon, Gyeonggi                 | Paldal-gu, Suwon, Gyeonggi                               | 25 tháng 8 năm 2001  | 264.0 km |                                   |

Danh sách tuyến đường địa phuơng do Nhà nước tài trợ đã bị bãi bỏ
| Ký hiệu | Số tuyến                  | Notes                                                                        |
| ------- | ------------------------- | ---------------------------------------------------------------------------- |
| 19      | Tuyến đường địa phuơng 19 | Hợp nhất với Quốc lộ 19 vào ngày 25 tháng 8 năm 2001                         |
| 27      | Tuyến đường địa phuơng 27 | Hợp nhất với Quốc lộ 27 vào ngày 25 tháng 8 năm 2001                         |
| 31      | Tuyến đường địa phuơng 31 | Hợp nhất với Quốc lộ 30 vào ngày 17 tháng 11 năm 2008                        |
| 33      | Tuyến đường địa phuơng 33 | Hợp nhất với Quốc lộ 59 vào ngày 25 tháng 8 năm 2001                         |
| 40      | Tuyến đường địa phuơng 40 | Hợp nhất với Tuyến đường địa phương 96 vào ngày 25 tháng 8 năm 2001          |
| 44      | Tuyến đường địa phuơng 44 | Hợp nhất với Tuyến đường địa phương 98 vào ngày 25 tháng 8 năm 2001          |
| 59      | Tuyến đường địa phuơng 59 | Hợp nhất với Quốc lộ 59 vào ngày 25 tháng 8 năm 2001                         |
| 95      | Tuyến đường địa phuơng 95 | Được thay đổi thành Tuyến đường địa phương 1135 vào ngày 25 tháng 8 năm 2001 |